# 萩原文博
萩原 文博（はぎはら ふみひろ）は、自動車ライター、日本自動車ジャーナリスト協会会員。

## 来歴
1970年生まれ。ドライブ好きが講じて大学在学中に中古車情報誌の編集部にアルバイトとして入り、1995年より編集部員として編集作業に本格的に携わる。中古車の流通、販売店に精通し、「中古車相場師」として活動。2006年からフリーランスの編集者となり、現在は日本自動車ジャーナリスト協会（AJAJ）会員として多くのメディアで執筆中。中古車だけでなく新車でも、現在は日本で最も多くの広報車両を借り出して取材を行っている。特に走行性能の評価を得意とし、長年の中古車相場の研究で培った人気車種の動向や流行りの装備の価値評価なども加味し、ユーザー視点から総合的に買うに値する車やグレードの紹介をモットーとしている。